# 100万$キッド
『100万$キッド』（ひゃくまんドルキッド）は、石垣ゆうきによる日本のギャンブル漫画作品。原案協力は宮崎まさる。『週刊少年マガジン』（講談社）にて、1986年41号から1988年19号まで全79話連載された。単行本は少年マガジンコミックスで全9巻。その後、KCDX版（全7巻）、講談社漫画文庫版（全5巻）も刊行された。
タイトルの「ドル」マークは連載時および少年マガジンコミックス版、KCDX版では縦線が2本の「」が使用されたが、その後に刊行された文庫版では縦線が1本の「$」が使用されている。

## 概要
14歳の少年、二階堂ひろしを主人公とするギャンブル漫画。全79話のうち、第35話まではポーカー（クローズド・ポーカー）での勝負が描かれる。その後は順に、ルーレット、ブラックジャック、クラップス、スタッドポーカー（オープン・ポーカー）が題材となり、最後に再びポーカー（クローズド・ポーカー）が扱われる。
第1話でひろしは日本を発ってラスベガスのカジノに赴いており、その後もひろしは日本には戻らず、ラスベガスやマカオなど最終回まで海外が舞台となる。描かれる勝負は基本的にギャンブラーやディーラーとの1対1の対決で、ほとんどの勝負は1話分で勝敗が決する。ひろしが相手の技術を自らの機転で打ち負かしたり、あるいは相手のイカサマを見破って勝利するのが基本パターンである。
連載開始前、『月刊少年マガジン』1985年5月号に読切版が掲載された。これが石垣ゆうきの漫画家デビュー作であった。
「原案協力」の宮崎まさるは読切版が描かれる前に原作の担当を打診されたが、その際にはポーカーというものが自分には未知のジャンルであったため断っている。読切版の掲載後、週刊連載が決まったのちに編集部から再度打診があり、連載版から原案を提供するようになった。宮崎は毎週3本の原案を編集部に提出し、そのうちの1本が採用されていた。なお、本作の連載期間中（1986年41号〜1988年19号）、宮崎は鐘田頌太朗の名義で、同じ『週刊少年マガジン』の宇野比呂士『名探偵Mr.カタギリ』（1986年44号〜1988年17号）の原案も担当していた。
『100万$キッド』連載終了の翌年には、石垣ゆうきと宮崎まさるが再度タッグを組んだ『あいつはアインシュタイン』が同誌で連載された。

## あらすじ
日本有数の財閥である二階堂家の三男、二階堂ひろし（にかいどう ひろし）は賭けごとが大好きな14歳の中学生。ある日、父親が財閥の次期当主を決めるため、息子3人にそれぞれ1億円を渡すことを宣言。その1億円をもっとも有意義に使用したものに、次期当主の資格を与えるという。ともに東大生である長男と次男はこの金を堅実に使うが、ひろしは賭けごとの本場であるラスベガスへ赴くことを決める。かつてギャンブラーであった祖父とともにラスベガスのカジノに乗り込んだひろしは、早速ギャンブルの才能を発揮。強敵を次々と打ち破っていく。
※以下の「○○編」という名称は本項で便宜的に使用するものであり、本作の単行本等において実際にそのような名称で区分がされているわけではない。

### ポーカーワールドチャンピオンシップ編
（第6話「伝説のギャンブラーの巻」〜第17話「栄光をもとめて!!の巻」 / 全12話）
ラスベガスのカジノでポーカー（クローズド・ポーカー）をしていたひろしは、毎年ラスベガスで開催されるポーカーワールドチャンピオンシップでかつて10連覇を成し遂げた伝説のギャンブラー、「ドラゴン」の存在を知る。ドラゴンの居所を突き止めて勝負を挑み、勝利したひろしは、より強くなるための試練として彼から1人のギャンブラーを紹介される。その男は、ひろしにとって初めてのイカサマを武器とするギャンブラーだった。イカサマの手口を見抜いてこの対戦にも勝利したひろしは、ドラゴンの勧めで、世界各国から凄腕のギャンブラーたちが集まるポーカーワールドチャンピオンシップへと挑戦する。2回戦では、「氷の人形（アイスドール）」の異名を持つ女性、シンディ・ホワイトと対決。シンディはこれ以降、ひろしの友人として折にふれて登場するようになる。
トーナメント戦を次々と勝ち抜いたひろしはついに決勝に進出。その相手は、二階堂財閥とも因縁のあるロックフォード財閥の当主であり、前年度のチャンピオンでもある17歳の少年、ネルソン・ロックフォードだった。

### 裏のポーカー選手権編
（第20話「謎のポーカー選手権!!の巻」〜第35話「死闘の果てに・・・・!!の巻」 / 全16話）
ひろしはシンディから、毎年マカオのとある町で「裏のポーカー選手権」が開かれているらしいという話を聞く。その大会の存在は世間一般には秘密にされており、賭け金は通常の10倍以上。世界中から強豪のギャンブラーが集まってくるという。マカオを訪れ、ひろしはこの大会に飛び入りで参加。トーナメント戦で13人のギャンブラーを倒し、決勝でついにこの大会の主催者でもあり不敗神話を持つ男、ビックマンと対決する。

### ルーレット編
（第36話「妖精（フェアリー）のまぼろし!!の巻」〜第49話「奇跡をおこす伝説の技!!の巻」 / 全14話）
カジノでルーレットに興じていたひろしは、一流のギャンブラーにしか挑戦権が与えられない「闇のルーレット五番勝負」の存在を知り、すぐさま挑戦を決める。5人の一流ディーラーを打ち破り、ひろしは五番勝負に完全勝利。すると、ひろしのもとにシンディからルーレットの大会「ラスベガスマスターズ」の情報がもたらされる。毎年ラスベガスで開催されているこの大会は、ラスベガス中のカジノから選び抜かれたディーラーたちに挑戦していく大会で、今年はラスベガス史上最強のディーラー「ワン オブ サウザンド」が参加しているという。「ワン オブ サウザンド」との対戦を目指し、ひろしはラスベガスマスターズに参加して次々と腕利きのディーラーたちを倒していく。

### ブラックジャック編
（第50話「記憶術を打ち破れ!!の巻」〜第58話「ブラックジャックの神ゼウス!!の巻」 / 全9話）
ラスベガスを散策していたひろしは、同年代の少女・キティと知り合う。キティの祖父はかつてブラックジャックの必勝法を編み出して天才ギャンブラーとして名を馳せていたが、悪徳カジノの罠にはまり無一文にされてしまったという過去があった。ひろしがキティとその祖父の代わりにブラックジャックの勝負で悪徳カジノへの復讐を果たすと、その腕前を聞きつけて次々とひろしへの挑戦者が現れる。そんな折、シンディが4人の天才ディーラー「ゴールデンジャック」の情報をもたらす。ひろしはキティとともに世界をまわり、4人のゴールデンジャックを次々と撃破。そしてゴールデンジャックの師であり、ブラックジャックの神と呼ばれる男との対決をむかえる。その男は「ゼウス」（最高神）の異名を持つ超天才ディーラーだった。

### クラップス編
（第59話「ブラッディマリーの誘惑!!の巻」〜第63話「歌姫の挑戦状!!の巻」 / 全5話）
ゼウスとの戦いを終えたひろしのもとにファンだという女性が現れ、サイコロ2つを使うギャンブル、クラップスの勝負に誘い込む。実はその女性はブラッディマリーの異名で恐れられるカジノ側の人間だった。クラップスのルールを初めて知ったひろしだったが、ブラッディマリーになんとか勝利。続いてひろしは「ルシファー伯爵」、「予言者ジェレミー」といった強敵たちとクラップスで対決していく（クラップス編のみ、最終目標となる敵・好敵手が存在しない）。

### スタッドポーカー編
（第64話「偉大なる標的（ターゲット）!!の巻」〜第71話「死力をつくして!!の巻」 / 全8話）
かつてギャンブルの才能で財産を築き、世界経済をも動かす地位にまで上り詰めた人物「ザ・マン」が再び動き出したとのうわさがラスベガスに流れる。謎の人物「ザ・マン」との勝負を望むひろしは、情報を得るため「ラスベガスの帝王」と呼ばれる男に会いに行く。情報を渡す条件としてインディアンポーカーでの勝負を挑まれたひろしはこれに勝利。「ザ・マン」が翌週、パリ発イスタンブール行きのオリエント急行に乗るとの情報を得る。オリエント急行に乗り込んだひろしは「ザ・マン」を探すため、列車内のミニカジノで行われていたスタッドポーカー（オープン・ポーカー）の勝負に参加。そして現在の「ザ・マン」が、先代の後を継いで「二代目ザ・マン」となった14歳の少年、パトリック・マクナマスだということを知る。列車内で、14歳同士の若きギャンブラー対決が始まる――。

### 必勝法伝説編
（第72話「必勝法伝説!!の巻」〜第79話「最後の一枚!!の巻」 / 全8話）
弱かったギャンブラーが数ヶ月の失踪後に急に強くなり、一度も負けることなく1週間勝ち続けた末、ゲーム中に心臓麻痺で急死するという事件が起こった。死の直前に残した言葉によれば、その男は「ドクター・リー」という人物にギャンブルの必勝法を教わったという――。パトリックの家に招かれたひろしは、そんな「必勝法伝説」を聞かされる。パトリックから得た情報を元に、ポーカー（クローズド・ポーカー）の対決をしながらドクター・リーの行方を探すひろし。やがてひろしのもとに、ドクター・リーのほうから挑戦状が届く。そして世界中から集まった大観衆の前で、シンディやキティに見守られながら、ひろしはドクター・リーとポーカーで死闘を繰り広げる。

## 書誌情報
石垣ゆうき（原案協力／宮崎まさる）『100万$キッド』
- 講談社、少年マガジンコミックス版（1987年〜1988年、全9巻）
  1. 1987年3月発行、ISBN 4-06-311226-8
  2. 1987年4月発行、ISBN 4-06-311232-2
  3. 1987年6月発行、ISBN 4-06-311247-0
  4. 1987年8月発行、ISBN 4-06-311267-5
  5. 1987年10月発行、ISBN 4-06-311285-3
  6. 1987年12月発行、ISBN 4-06-311301-9
  7. 1988年2月発行、ISBN 4-06-311316-7
  8. 1988年4月発行、ISBN 4-06-311335-3
  9. 1988年5月発行、ISBN 4-06-311347-7
- 講談社、KCDX版（1992年〜1993年、全7巻）
  1. 1992年1月発行、ISBN 4-06-313271-4
  2. 1992年2月発行、ISBN 4-06-313272-2
  3. 1992年3月発行、ISBN 4-06-313273-0
  4. 1993年5月発行、ISBN 4-06-319384-5
  5. 1993年6月発行、ISBN 4-06-319393-4
  6. 1993年7月発行、ISBN 4-06-319409-4
  7. 1993年8月発行、ISBN 4-06-319415-9
- 講談社漫画文庫版（2001年、全5巻）
  1. 2001年11月発行、ISBN 4-06-360118-8
  2. 2001年11月発行、ISBN 4-06-360119-6
  3. 2001年11月発行、ISBN 4-06-360120-X
  4. 2001年12月発行、ISBN 4-06-360121-8
  5. 2001年12月発行、ISBN 4-06-360122-6

講談社漫画文庫版の第5巻巻末に描き下ろされた「おまけまんが」（全3ページ）では5年後の二階堂ひろしの姿が描かれている。

## ファミコンソフト『100万$キッド 幻の帝王編』
1989年、ソフエルより本作を原作とするファミコンソフト『100万$キッド 幻の帝王編』が発売された。このソフトは同年、北米で『Casino Kid』のタイトルで発売されている。
北米では『Casino Kid』の続編として1993年に『Casino Kid II』が発売されたが、こちらは日本では未発売である。